# Deinbollia crassipes
Deinbollia crassipes är en kinesträdsväxtart som beskrevs av Lucien Leon Hauman. Deinbollia crassipes ingår i släktet Deinbollia och familjen kinesträdsväxter. Inga underarter finns listade i Catalogue of Life.